# Raul Arnemann
Raul Arnemann (født 23. januar 1953 i Pärnu) er en estisk tidligere roer.

## Rokarriere
Arnemann var med til at vinde VM-sølv i både 1974 og 1975 for Sovjetunionen i firer uden styrmand. Tre af roerne i denne båd (Arnemann, Nikolaj Kusnetsov og Anusjavan Gassan-Dzjalalov), suppleret af Valerij Dolinin, repræsenterede Sovjetunionen ved OL 1976 i Montreal, og de blev nummer to i deres indledende heat efter de store favoritter fra DDR. I semifinalen blev de også nummer to (efter Norge) og var dermed i finalen. Her var DDR igen suveræne og vandt sikkert guld, mens Norge fik sølv og Sovjetunionen bronze.
I 1977 var Arnemann skiftet til otteren og vandt endnu en VM-sølvmedalje.

## OL-medaljer
- 1976:  Bronze i firer uden styrmand